# Salvador Sánchez Cerén
Salvador Sánchez Cerén (Quezaltepeque, 18 de juny de 1944) és professor i polític salvadorenc. Va ser el president d'El Salvador i un dels principals dirigents del partit Frente Farabundo Martí para la Liberación Nacional (FMLN) i de la desapareguda organització polític militar Forces Populars d'Alliberament Farabundo Martí (FPL). Va ser el Vicepresident d'El Salvador després de vèncer en les eleccions del 15 de març de 2009, juntament amb el seu company de fórmula, Carlos Mauricio Funes Cartagena. Va assumir el càrrec l'1 de juny de 2009, sent també nomenat com a Ministre d'Educació pel president Funes. A mitjan any 2012 va anunciar que es postulava per a la presidència del país en les eleccions presidencials del 2014 a El Salvador.

## Biografia
Nascut en el si d'una família d'artesans,va fer estudis de professorat a l'Escola Normal d'El Salvador, a la capital salvadorenca. El 1965 va ser un dels fundadors de l'Associació Nacional d'Educadors Salvadorencs (ANDES 21 de juny). El 1970 va participar en la creació de les Forces Populars d'Alliberament Farabundo Martí (FPL), la primera organització armada d'esquerra d'El Salvador. Dins de l'organització va ser conegut pel pseudònim de Leonel González.
Les diferències al comandament del FPL, en què la posició majoritària en el congrés de Chalatenango de principis de 1983 va ser la de major unificació del Frente Farabundo Martí para la Liberación Nacional (FMLN) recolzada per la comandant Mélida Anaya Montes, Ana María, va provocar el seu asassinat a Managua, el 6 d'abril de 1983 per ordre del comandant Salvador Cayetano Carpio, Marcial, que es va suïcidar el 12 d'abril, morint els principals dirigents de la més poderosa organització del FMLN, les FPL, que van elegir Salvador Sánchez Cerén com a secretari general, incorporant-se a la Comandància General de l'FMLN.
Va ser el president d'El Salvador, després de vèncer el 9 de març de 2014 en la segona volta de les eleccions presidencials d'aquest mateix any al candidat Norman Quijano del partit ARENA. El seu mandat fou de cinc anys, de l'1 de juny de 2014 a l'1 de juny de 2019, i va adoptar les polítiques del Sumak kawsay.